# Skříň

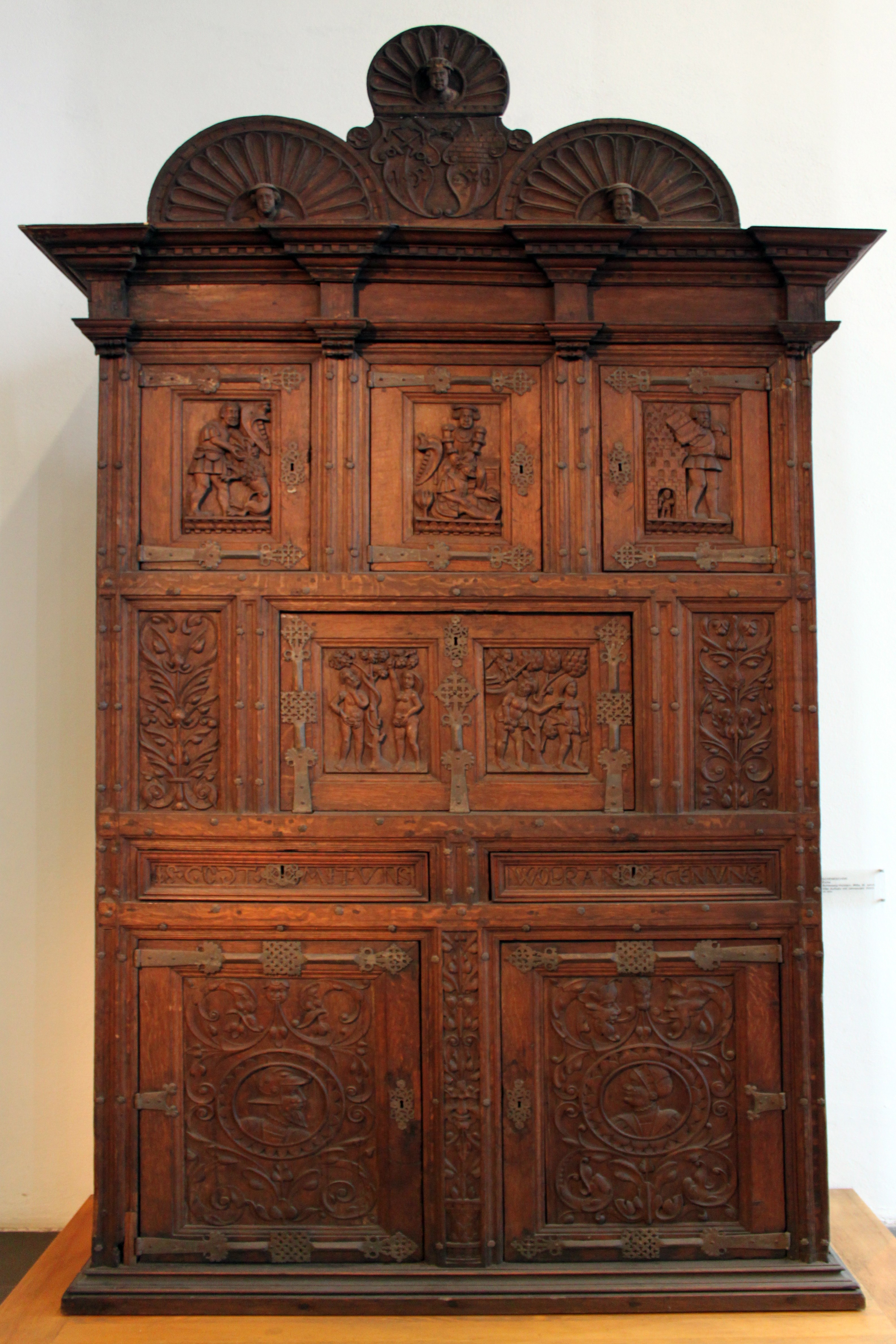
Renesanční skříň s přihrádkami a zámky, datovaná 1550

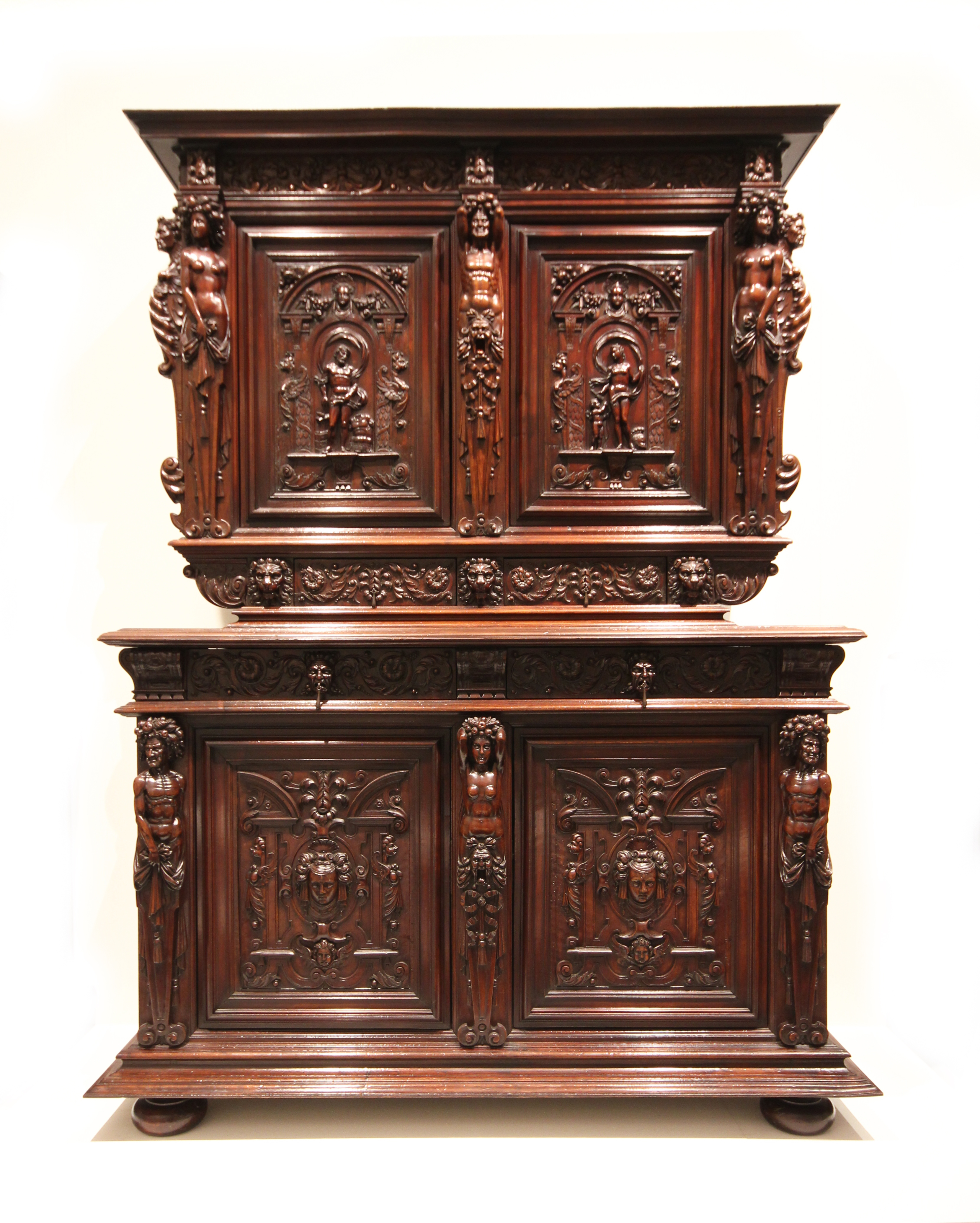
Dvoudílná kredenční skříň ze 16. století

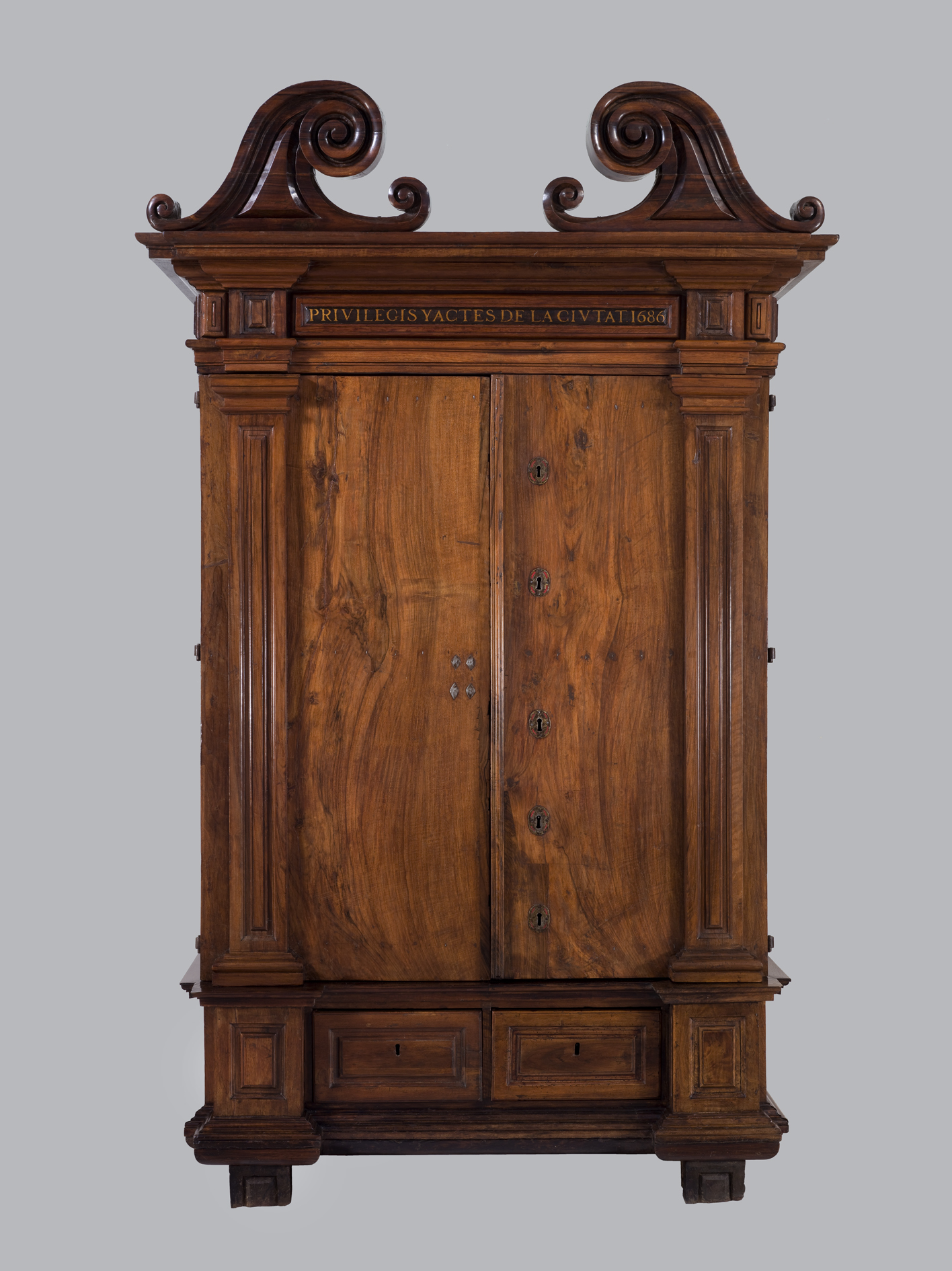
Barokní dvoudveřová skříň šatní, s volutovým nástavcem, Španělsko, datovaná 1686

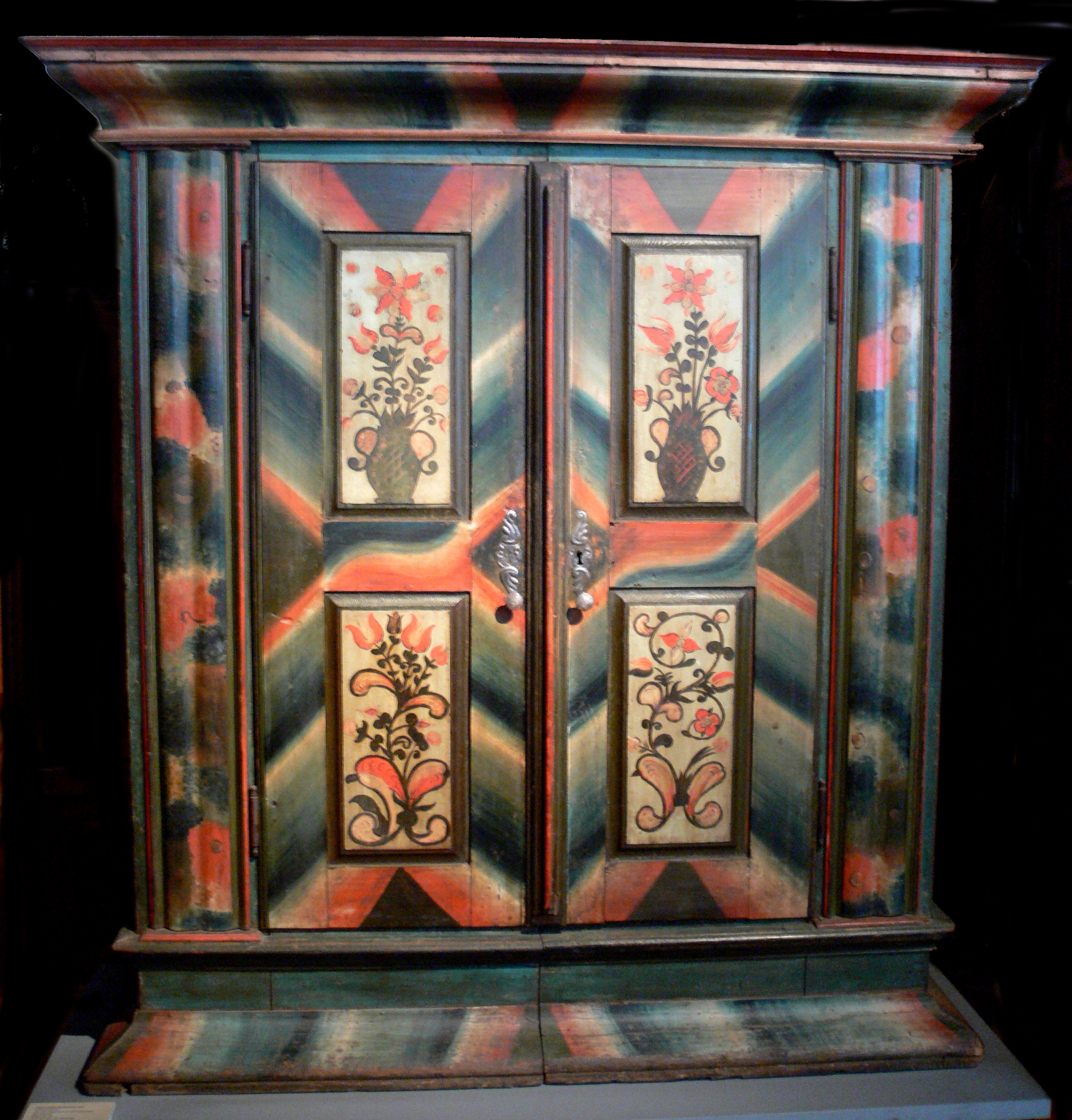
Šatní skříň lidová, Oberjettingen, závěr 18. století

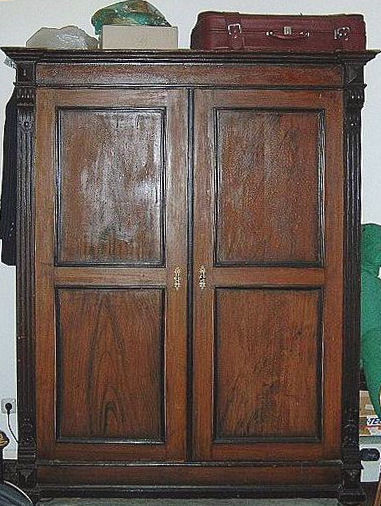
Běžná šatní skříň z konce 19. století

Skříň je stabilní typ nábytku, sloužící k ukládání či skladování věcí, menší skříň se nazývá skříňka a může být přenosná (mobilní). Skříň se v Evropě vyvinula ze starší přenosné truhly na přelomu období gotiky a renesance. Starší český termín almara je odvozen z latinského slova armarium a znamená skříň na knihy, šatstvo či klenoty.

## Složení
Skříň je tvořena
- deskami, v historické podobě bývá z dřevěných prken, z dřevěné překližky nebo dýhovaného dřeva, z tvrdých dřev převládal dub nebo buk, z měkkých hruška, topol, borovice či smrk (pak mívá lak, šelak či jinou povrchovou úpravu. V současnosti se používá dřevotříska nebo lamino. Prkna tvořila zadní a boční stěny, dno, horní desku a dveře.
- Dveře: podle proporcí a účelu se rozlišují skříně jednodveřové, dvoudveřové, s několika dvířky či zásuvkami. Dveře slouží k uzavření vnitřního prostoru a mohou být vybaveny zámkem. Uvnitř skříně mohou být police či zásuvky na drobnosti. Skříň stojí na soklu, nebo podnoží nebo na nohách. Důležitými prvky vybavení bývá tyč na ramínka, věšáček na kravaty a opasky; proti prašnosti ve skříni slouží klapačka (lišta přišroubovaná ke dveřím) nebo u moderního nábytku kartáček. V současnosti jsou časté posuvné dveře.
- Sklo: dveře i bočnice mohou mít výplně z tabulového skla, pak se skříň nazývá vitrina (latinsky vitrum znamená sklo) nebo skleník.

## Typy

### Solitéry
- Šatní skříň – jedno- nebo dvoudveřová, slouží pro zavěšování šatů na ramínkách
- Prádelník (také komoda) – zásuvková skříň pro prádlo a oděvní doplňky
- Botník – zásuvková či přihrádková skříňka na obuv
- Manžetník – historický typ skříňky na manžety a límečky, které byly odnímatelné
- Kredenc – historická skříň pro vystavování a ukládání stolního a kuchyňského nádobí a náčiní, v jídelně nebo v kuchyni; zpravidla dvoudílná nebo tříetážová, horní díl může mít prosklená dvířka.
- spížní skříň – slouží pro skladování potravin, proto mívá ve dvířkách vrtané otvory
- Knihovna – uzavřená s prosklenými dveřmi nebo otevřená policová skříň
- Skleník – historická skříň, zpravidla jednodveřová s prosklenými dveřmi a poličkami pro sklo, porcelán a další sběratelské předměty
- Trezorová skříň – ocelová dvouplášťová konstrukce, dříve volně stojící, jednodveřová nebo dvoudveřová, nyní často zasekaná do zdi, se kterou dveře lícují, v bance bývá trezorová místnost vybavená soustavou trezorových skříní
- skříně pracovní: např. pro kanceláře, dílny, ordinace, lékárny apod.
- Vitrína – výstavní skříň, často celoskleněná
- Kabinet – zásuvková skříň různých funkcí, střední dolů sklápěcí dvířka mohou sloužit i jako psací deska.

### Soustavy
V současnosti jsou časté skříně vestavěné, z netradičních materiálů: lamino, lakované kovy, drátěné poličky.
- Kuchyňská soustava skříněk.
- Obývací stěna
- Pracovní skříň – např. kancelářská, místo dvířek může být vybavena stahovací roletou.

## Přenesené významy
Termín „skříň“ se užívá v přeneseném významu pro označování předmětů, které svým tvarem nebo funkcí skříň připomínají:
- Skříň varhan
- hrací skříň
- skříň stroje
- skříňová nástavba u nákladního auta